# Hampyeong
Der Landkreis Hampyeong (kor.: 함평군, Hampyeong-gun) befindet sich in der Provinz Jeollanam-do in Südkorea. Der Verwaltungssitz befindet sich in der Stadt Hampyeong-eup. Der Landkreis hatte eine Fläche von 392,77 km² und eine Bevölkerung von 33.560 Einwohnern im Jahr 2019.
Hampyeong hieß in prähistorischen Zeiten Jinguk (진국) und Mahan im Samhan-Zeitalter. Mahan bestand aus 54 Kleinstaaten, und es wird geschätzt, dass einer oder zwei dieser Staaten Teil des heutigen Hampyeong waren, wie aus Aufzeichnungen aus der Region hervorgeht.

Lage des Landkreises in Gyeongsangbuk-do